# Dragutin Babić
Dragutin Babić (San Giorgio, 5 novembre 1898 – Zagabria, 17 maggio 1945) è stato un calciatore jugoslavo, di ruolo difensore.

## Palmarès

### Club
- Campionato jugoslavo: 4

Građanski Zagabria: 1923, 1926, 1928
Concordia Zagabria: 1930